# Cabal (sistema de meios de pagamento)
Cabal é um sistema de meios de pagamento fundado na Argentina em 20 de novembro de 1980, com alcance em todo o Mercosul.

## História
O cartão de crédito Cabal originou-se na Argentina em novembro de 1980, impulsionada pelo Instituto Movilizador de Fundos Cooperativos, uma entidade federativa que representa a diversas cooperativas sócias. Sua criação foi uma resposta à crescente presença de marcas internacionais como Mastercard e Visa no mercado argentino no final dos anos 1970 e princípios dos anos 1980.
Operando sob um sistema aberto, a Cabal tem conseguido expandir seu alcance significativamente dentro do sistema financeiro argentino. Atualmente, conta com aproximadamente cinquenta entidades emissoras, incluindo bancos nacionais, cooperativos, provinciais e municipais, bem como casas de crédito, companhias financeiras, cooperativas. Mais de 100.000 estabelecimentos comerciais de diversos setores aceitam o cartão Cabal, e ao redor de 700.000 pessoas utilizam-na (dados de 2007).
Desde 2001, a cooperativa Cabal também gere o cartão de débito Cabal Débito na Argentina.

## Projeção internacional
Constituída como uma entidade cooperativa autônoma em 1992, a Cabal orientou sua estratégia para o continente sulamericano como parte de uma estratégia regional vinculada à criação de um mercado comum no sul do continente (Mercosul).
No início do ano 2000, a Cabal constituiu a Cabal Brasil, fruto de uma associação com o Banco Cooperativo do Brasil, que atua como emissor do cartão.
1. ↑  «Cabal se instala en Brasil y se prepara para llegar a Chile, Colombia y México». LA NACION (em espanhol). 6 de maio de 2003. Consultado em 19 de junho de 2024